# Schroon (New York)
Schroon est une municipalité (town) américaine de l'État de New York, située dans le comté d'Essex.

## Géographie
La municipalité s'étend sur 365,08 km2 dans le parc Adirondack, dans le sud du comté d'Essex, à 150 km au nord d'Albany,. Elle est traversée par la rivière Schroon qui à cet endroit s'élargit pour former le lac du même nom, et abrite également les lacs Paradox et Pharaoh.
Elle comprend les localités de Paradox, Schroon Falls, Schroon Lake, Severance et South Schroon Lake.
|         | North Hudson | Crown Point |
| Minerva | Schroon      | Ticonderoga |
| Chester | Horicon      | Hague       |

## Histoire
La municipalité est créée en 1804 par détachement d'une partie de celle de Crown Point. Elle est elle-même scindée en 1817 pour former la municipalité de Minerva à l'ouest.

## Politique et administration
La municipalité est administrée par un superviseur et un conseil de quatre membres élus pour deux ans.